# Randall Thompson
Randall Thompson (New York, 21 aprile 1899 – Boston, 9 luglio 1984) è stato un compositore statunitense, particolarmente noto per la sua opera corale.

## Opere

### Opere corali
- The Last Invocation (1922)
- Odes of Horace (1924)
- Pueri Hebraeorum (1928)
- Americana (1932)
- The Peaceable Kingdom (1936) - ispirato all'opera pittorica di Edward Hicks e basato su un testo biblico (Libro di Isaia)
- Tarantella (1937) - su testo di Hilaire Belloc
- Alleluia (1940)
- The Testament of Freedom (1943) - testo tratto da Thomas Jefferson
- The Last Words of David (1949)
- Mass of the Holy Spirit (1955)
- Ode to the Virginian Voyage (1956)
- Requiem - A Dramatic Dialogue (1958)
- Glory to God in the Highest (1958)
- Frostiana: Seven Country Songs (1959) - una raccolta di poesie di Robert Frost
- The Best of Rooms (1963) - basato su testo di Robert Herrick
- A Feast of Praise (1963) - basato su testi biblici
- A Psalm of Thanksgiving (1967)
- Place of the Blest (1968) - basato su testo di Robert Herrick e Richard Wilbur
- Bitter-Sweet (1970)
- A Concord Cantata (1975) - cantata profana su testo di Edward Everett Hale, Allen French e Robert Frost
- The Twelve Canticles (1983) - L'ultima composizione di Thompson è dedicata al Coro dell'Emory and Henry College (si basa sulle undici composizioni bibliche preferite dall'autore)
- The Passion According to St. Luke, commissionato per il 150º anniversario della Handel and Haydn Society[1]
- The Nativity According to St. Luke
- Velvet Shoes

### Opere liriche
- Solomon and Balkis

### Sinfonie
- Sinfonia N. 1 (1931)
- Sinfonia N. 2 (1931)
- Sinfonia N. 3 (1947–49)

### Quartetti d'archi
- Quartetto N. 1 in re minore (1941)
- Quartetto N. 2 in sol maggiore (1967)